# Теодора фон Вид
Теодора фон Вид (на немски: Theodora von Wied; † сл. 1218) е графиня от графство Вид и чрез женитба графиня на Изенбург в Браунсберг.

## Биография
Тя е дъщеря на граф Дитрих I фон Вид († ок. 1200). Сестра е на архиепископа на Трир Теодерих II фон Вид († 1242). Нейният брат Лотар († 1244) е наследен от синовете ѝ Бруно II и Дитрих и двама техни братовчеди.
Теодора се омъжва за граф Бруно I фон Изенбург († 1210). Бруно получава през 1190 г. от тъста си Дитрих I фон Вид пари и построява ок. 1200 г. замък Браунсберг близо до Анхаузен и се нарича на него „господар на Браунсберг“.

## Деца
Теодора и Бруно I имат децата:
- Бруно II (1179 – 1256), основава втората графска фамилия цу Вид
- Дитрих фон Изенбург (1211 – 1254), женен за графиня Юта фон Цвайбрюкен, дъщеря на граф Хайнрих I фон Цвайбрюкен († 1228) и принцеса Хедвига Лотарингска († сл. 1228), основава „линията Нидер Изенбург“, която съществува до 1664 г.
- Арнолд (1190 – 1259), архиепископ и курфюрст на Трир 1242
- дъщеря (Agnes ?), омъжена за Вернер III фон Боланден (* ок. 1195; † сл. 25 март 1221), син на Филип II фон Боланден